# William Dietz
Pour les articles homonymes, voir Dietz.
Œuvres principales
- Les Floods

William Corey Dietz, né en 1945 à Seattle dans l'État de Washington, est un écrivain américain de science-fiction.

## Biographie
Né en 1945 à Seattle, William Dietz a vécu dans l'enfance et l'adolescence dans la région de Seattle et a fait son service militaire dans l'infanterie de marine. Il a fait ses études à l'Université de Washington et a vécu ensuite en Afrique pendant environ six mois.
William Dietz a été employé comme technicien en opérations chirurgicales, enseignant, journaliste, producteur de télévision et chef des relations publiques d'une compagnie de téléphone.
Son épouse Marjorie et lui ont vécu près de Gig Harbor dans l'État de Washington.

## Carrière
Son livre le plus connu est Halo : Parasite.
Il a écrit aussi le roman Les Diables du ciel dont le personnage principal est Jim Raynor, lui-même un personnage de StarCraft II. Dans ce livre, c'est un fils d'agriculteur qui s'est engagé dans l'armée, dans l'infanterie, pour aider ses parents financièrement et pour aider sa patrie. Les officiers sont corrompus, n'hésitant pas à conclure un pacte secret avec un officier ennemi pour gagner de l'argent. Jim Raynor est loyal envers ses autres amis soldats. Il a pour ami un autre fils d'agriculteur (Harnack), un sous-officier à l'honnêteté élastique (Tychus Findlay) et un fils de milliardaire embauché de force dans l'armée.
Il a également contribué à l'univers étendu de Star Wars avec trois romans illustrés : la trilogie Dark Forces.

## Œuvres

### UniversStar Wars

#### SérieDark Forces
1. (en) Soldier for The Empire, 1997
2. (en) Rebel Agent, 1998
3. (en) Jedi Knight, 1998

### UniversHalo
Les autres numéros de cette série sont écrits par d'autres auteurs.
1. Les Floods, Fleuve noir, 2004 ((en) The Flood, 2003)